# Epigynopteryx variabile
Epigynopteryx variabile là một loài bướm đêm trong họ Geometridae.